# Киви, Сигне
Сигне Киви (эст. Signe Kivi, в девичестве Бушман, Buschmann, род. 24 февраля 1957, Таллин) — эстонский художник по текстилю, политический и государственный деятель. Член Партии реформ Эстонии. Действующий депутат Рийгикогу Эстонии XIV созыва с 2019 года. В прошлом — депутат Конгресса Эстонии (1990—1992), министр культуры (1999—2002), депутат Рийгикогу Эстонии IX и X созывов (2003–2005), профессор (1997—2000) и ректор Эстонской академии художеств (2005–2015), директор Тартуского художественного музея (2017—2019). Кавалер Большого креста ордена Льва Финляндии (2001), кавалер ордена Белой звезды 4-го класса (2004), командор португальского ордена Заслуг (2006), командор бельгийского ордена Короны (2008).

## Биография

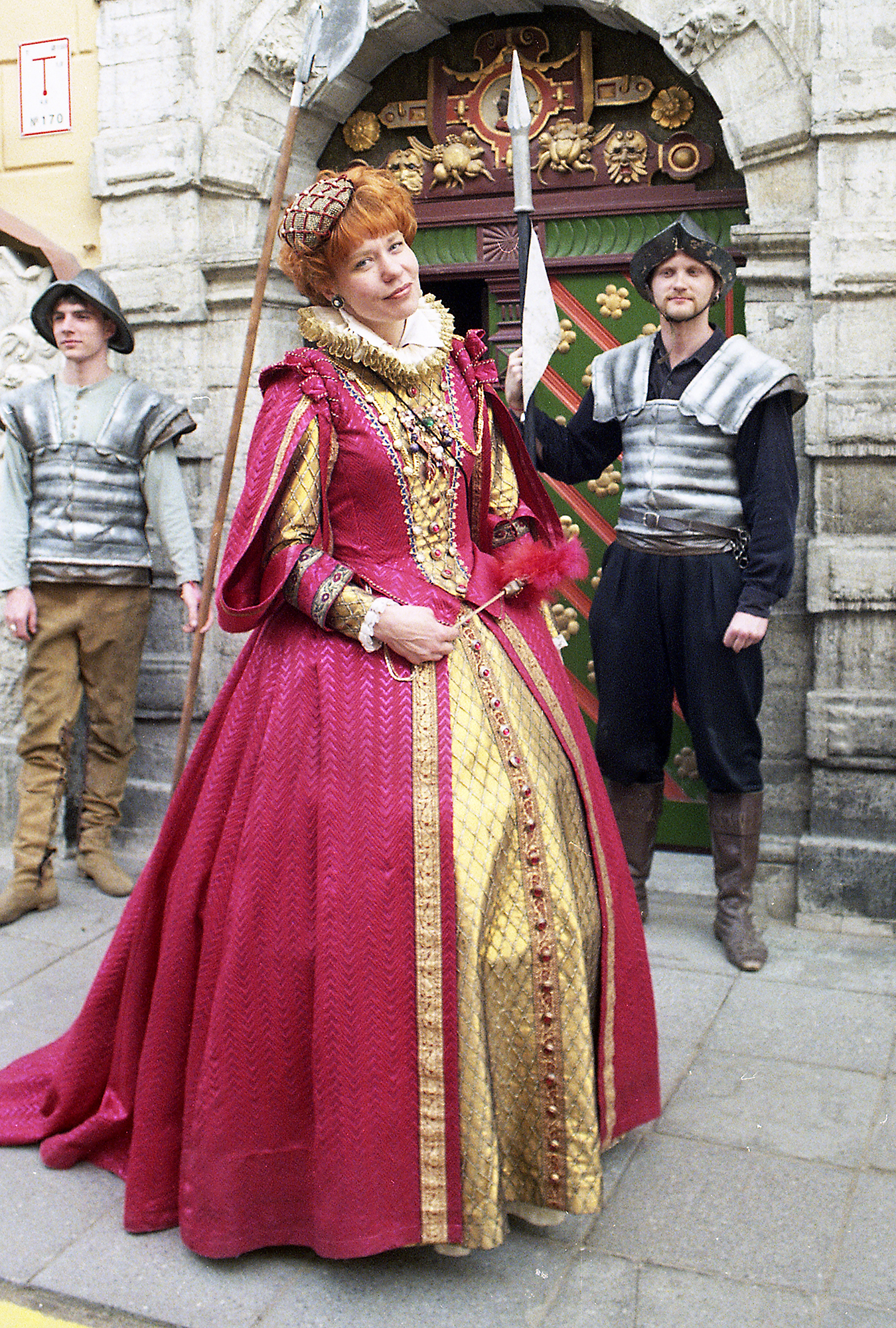
Сигне Киви в 1999 году

Родилась 24 февраля 1957 года в Таллине. Мать — Урве Бушман (Urve Buschmann), сотрудница Архива эстонского фольклора, награждённая президентом Премией за собирание фольклора за 2018 год как «всегда замечающая тонкие нюансы народного наследия».
В 1975 году окончила Таллинскую 46-ю среднюю школу в Пелгулинне. В школе занималась плаванием, лёгкой атлетикой, гимнастикой и народными танцами. В 1984 году окончила Художественный институт Эстонской ССР по специальности художественное оформление и моделирование изделий текстильной и лёгкой промышленности, получила степень, соответствующую магистру.
Работала художником в 1980–1985 годах в объединении народных промыслов «Коду» (Rahvatööndusettevõte “Kodu”), в 1985–1991 годах — в Таллинском комбинате «Арс» художественного фонда Эстонской ССР. 
С 1988 года преподавала в Художественном институте Эстонской ССР. В 1997—2000 годах — профессор Эстонской академии художеств, с 1999 года — руководитель текстильного отделения, с 2002 года — приглашенный профессор, в 2005—2015 годах — ректор Эстонская академия художеств.
С 1987 года — член Союза художников Эстонии. С 1995 по 1998 год была вице-президентом Союза, затем президентом до 1999 года.
В 1990—1992 годах была депутатом Конгресса Эстонии, член инициативной группы Конгресса Эстонии по восстановлению Союза женщин Эстонии.
В 1999 году получила портфель министра культуры в правительстве Марта Лаара. Также была председателем Совета по делам культуры и Эстонского совета по спорту. После отставки Марта Лаара сохранила пост министра культуры в следующем правительстве Сийма Калласа. Из-за растраты казённых денег Аво Вийолем, руководителем эстонского государственного фонда Kultuurkapital, Сигне Киви подала заявление об отставке, которое было одобрено премьер-министром 23 августа 2002 года.
В 1998–2006 годах, с 2014 года по настоящее время — член Партии реформ Эстонии. В 1996–1999 годах, 2002 году — депутат Таллинского городского собрания, также избрана в 1999 году, но покинула Таллинское городское собрание в связи с назначением на пост министра культуры. В 2003 году — депутат Рийгикогу IX созыва с 2003 года. По итогам парламентских выборов 2003 года избрана депутатом Рийгикогу X созыва. В 2003—2005 годах — заместитель председателя комиссии по культуре. В 2005 году покинула Рийгикогу в связи с назначением на должность ректора Эстонской академии художеств.
26 июня 2017 года вступила в должность директора Тартуского художественного музея. Покинула пост, получив по итогам парламентских выборов 2019 года депутатский мандат в Рийгикогу XIV созыва от избирательного округа Тарту.
Является членом парламентской комиссии по культуре.
В 2009 году — посол Эстонии в Европейский год творчества и инноваций (EYCI). С 2019 года — член совета Национальной библиотеки Эстонии.
Участвовала во многих выставках в Эстонии и за рубежом, автор статей в эстонской прессе.

## Личная жизнь
Замужем за Калью Киви, который был главным художником Эстонского театра кукол (ныне Эстонский молодежный театр) в 1995—2011 годах. Имеет двух сыновей и двух пасынков, шесть внуков.